# Eupanacra busiris
Eupanacra busiris là một loài bướm đêm thuộc họ Sphingidae. Loài này có ở Malaysia (Peninsular, Sarawak), Indonesia (Sumatra, Java, Kalimantan, Sulawesi), Nepal, đông bắc Ấn Độ, quần đảo quần đảo Andaman, Myanma, Thái Lan, miền nam Trung Quốc, Việt Nam và Philippines.
Sải cánh dài 68–82 mm.
Con trưởng thành bay từ cuối tháng 3 đến cuối tháng 8 in Hong Kong. They fly at dusk và are attracted to the flowers của Duranta erecta.
Ấu trùng ăn các loài Lasia và Pothos scandens ở Ấn Độ.

## Phụ loài
- Eupanacra busiris busiris (Malaysia (Peninsular, Sarawak), Indonesia (Sumatra, Java, Kalimantan), Nepal, đông bắc Ấn Độ, Myanmar, Thái Lan, miền nam China và Việt Nam)[2]
- Eupanacra busiris atima (Rothschild & Jordan, 1915) (Ấn Độ)
- Eupanacra busiris marina (Rothschild & Jordan, 1915) (quần đảo quần đảo Andaman)
- Eupanacra busiris myosotis Cadiou & Holloway, 1989 (Sulawesi)
- Eupanacra busiris schuetzi Hogenes & Treadaway, 1996 (the Philippines)